# 最長飛行
これまで様々な航空会社が多くの超長距離ノンストップ飛行を成し遂げてきた。この項目ではそれらのうち、最長飛行(Longest Flights)を扱う。ストップオーバー (途中降機) は体力回復に役立つこともあるが、長距離ルートの開拓は乗客がかつて強いられていた旅の中断を減らすことができ、旅の快適さを向上させたり、遠距離の都市間移動の時間を短縮したりできる。また最長飛行は、航空会社の自尊心や、熱心な乗客のロイヤルティを高めることもある。なお、航空会社には、最長飛行を成し遂げようとする競争も存在する。

## 定義
最長飛行(Longest Flights)という言葉は多様な意味を持つ。最も一般的に使われる基準は「出発空港と到着空港の距離」である。しかし飛行の「所要時間」を用いたり、ジェット気流に乗ることで移動時間を短縮できる場合は実際に飛んだ「道のりの距離」を用いることもある。また一般的に最長飛行という言葉は、ノンストップ飛行を比較するために用いられるが、便名は変わらないまま途中着陸をする直通便を含めることもある。

## 現在の最長ルート
「世界最長飛行」は、定義が1つに定まっていないことから議論がある。2つの都市間の距離は不変であるが、飛行機はその経路を直線で飛ぶのではなく、追い風や向かい風の状況、その他の気象事象に基づいて経路を修正することや、政治状況や戦争のために特定の国の上空を飛ぶのを避けることもある。

### 大圏距離基準
2020年11月9日から、大圏距離基準での定期便の最長ノンストップ飛行は、シンガポール(シンガポール・チャンギ国際空港)とアメリカ合衆国ニューヨーク州(ジョン・F・ケネディ国際空港)の15,348kmを結ぶシンガポール航空のSQ24便/SQ23便である。A350-900ULRでの運航となっている。

### 道のり基準
飛行経路を計画する際、時間や燃料代を節約できる追い風に乗るため、距離としては短い大圏距離を避けることがある。道のり基準での典型的な最長飛行には、デリー空港からロサンゼルス空港へ飛ぶエア・インディアの105便や、シンガポールからニューアーク空港へ飛ぶシンガポール航空の22便がある。これらのルートには幾何的に最適な北極回りの大圏ルートが存在するが、ジェット気流のおかげで時間と燃料を節約できる太平洋上空を飛ぶことが選ばれる。これらの便は通常は道のりで約15,300kmほど飛んでいるが、特定の便が16,000kmを超えることはほぼない。なお、この2便は大圏距離基準でも最長距離トップ30リストに入っている。
香港からニューヨークへ飛ぶキャセイパシフィック航空の便も、同じ理由で、大圏距離の12,984kmではなく、道のりで15,000kmほど飛ぶことがある。

## 歴史

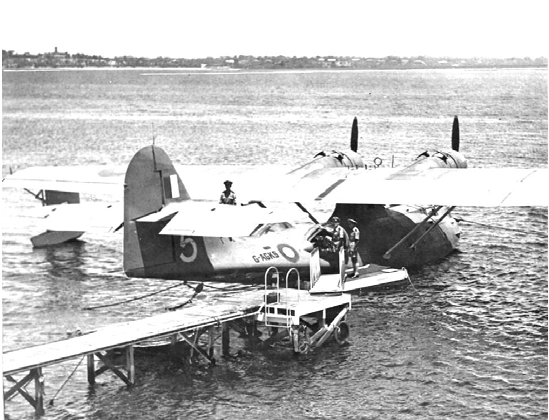
ダブル・サンライズとして運航されるPBY カタリナ'G-AGKS'。

1943年から1945年まで、カンタスはダブル・サンライズを運航していた。これは、オーストラリアのパースとセイロン(現スリランカ)のコガラ湖間の5,652kmを平均28時間かけて、コンソリデーテッド・エアクラフトのPBY カタリナで週1便運航するものであった。このフライトの1つは、32時間9分という最長飛行時間の記録を保持している。
1957年10月1日から2日にかけて、トランス・ワールド航空のロッキード L-1649 スターライナーが、初めてロンドン・ヒースロー空港とサンフランシスコ国際空港間の8,638kmを、北極圏回りで23時間19分かけて飛行した。この機種は航続距離と耐久性の観点から究極のピストン旅客機と言われていた。
1961年6月、エル・アル航空のボーイング 707-320は、ニューヨーク(JFK)からテルアビブ(ベン・グリオン空港)までの9,137kmのルートを飛び始めた。この飛行には平均9時間33分かかった。なお、このルートは1957年12月にブリストル ブリタニアを用いて試行されていた。
1967年8月、アルゼンチン航空が、マドリード(バラハス空港)・ブエノスアイレス(エセイサ空港)間のルート(10,063km、飛行時間12時間)のノンストップ飛行を、ボーイング 707-320Bで始めた。燃費のいいターボファンエンジンの出現により、より長距離の飛行の実現性が高まった。
アルゼンチン航空のルートは、ボーイング747-SPが就航する1976年まで、距離基準による定期便の最長フライトであった。1976年4月に、パンアメリカン航空は、ニューヨーク (JFK)・東京 (羽田) 間の新記録 (10,899km)を作った。さらに12月、同社はシドニー(シドニー国際空港)・サンフランシスコ間の11,937kmで、記録を更新した。
ソビエト連邦の崩壊により、ようやくロシア上空の空域が開放され、北極圏回りのルートが商業航空会社にも利用可能となった。2001年3月1日、コンチネンタル航空はニューアーク・香港間のノンストップ飛行(12,980km)を、ボーイング777で始めた。その飛行時間は16時間を越えた。その1ヶ月以内に、今度はユナイテッド航空がニューヨーク (JFK)・香港間のフライトをボーイング747-400で始め、距離をさらに11km延ばした。
2004年6月、シンガポール航空はエアバスA340-500を用いてニューアークからシンガポールへ飛ぶSQ21便(大圏距離で15,344km、所要時間18時間)を運航し始めた。
2004年2月3日、シンガポール航空はシンガポール (チャンギ空港) からロサンゼルスへのフライト (14,113km) を始めた。これは、夏季には16時間30分、冬季には15時間35分かかる。復路は、夏季には17時間20分、冬季には18時間5分かかる。
2004年6月、シンガポール航空はエアバス A340-500を用いて、ニューアークからシンガポールへ、15,344km、所要時間18時間超の大圏コースの(SQ 21便)を運航し始めた。これは、北極圏を130kmに渡って飛ぶ。そして、この記録は復路のSQ 22便にすぐに抜かれた。このニューアークに戻る復路は16,600kmあり、現在の記録である。SQ 22便は21便より距離が長いが、高高度の風のおかげでわずかに早い平均17時間45分で飛行できる。
2000年代後半から10年代前半にかけて、上昇する燃料価格と世界金融危機が、多くの超長距離ノンストップ便の休止の原因となった。シンガポールからニューアークやロサンゼルスへ飛んでいたシンガポール航空の便が、2013年に休止になったのもこのためであった。しかしその後、燃料価格が低下し、燃費の良い機体が投入されたこともあり、多くの超長距離ルートが復活したり、新たに計画されたりしている。

## 飛行記録

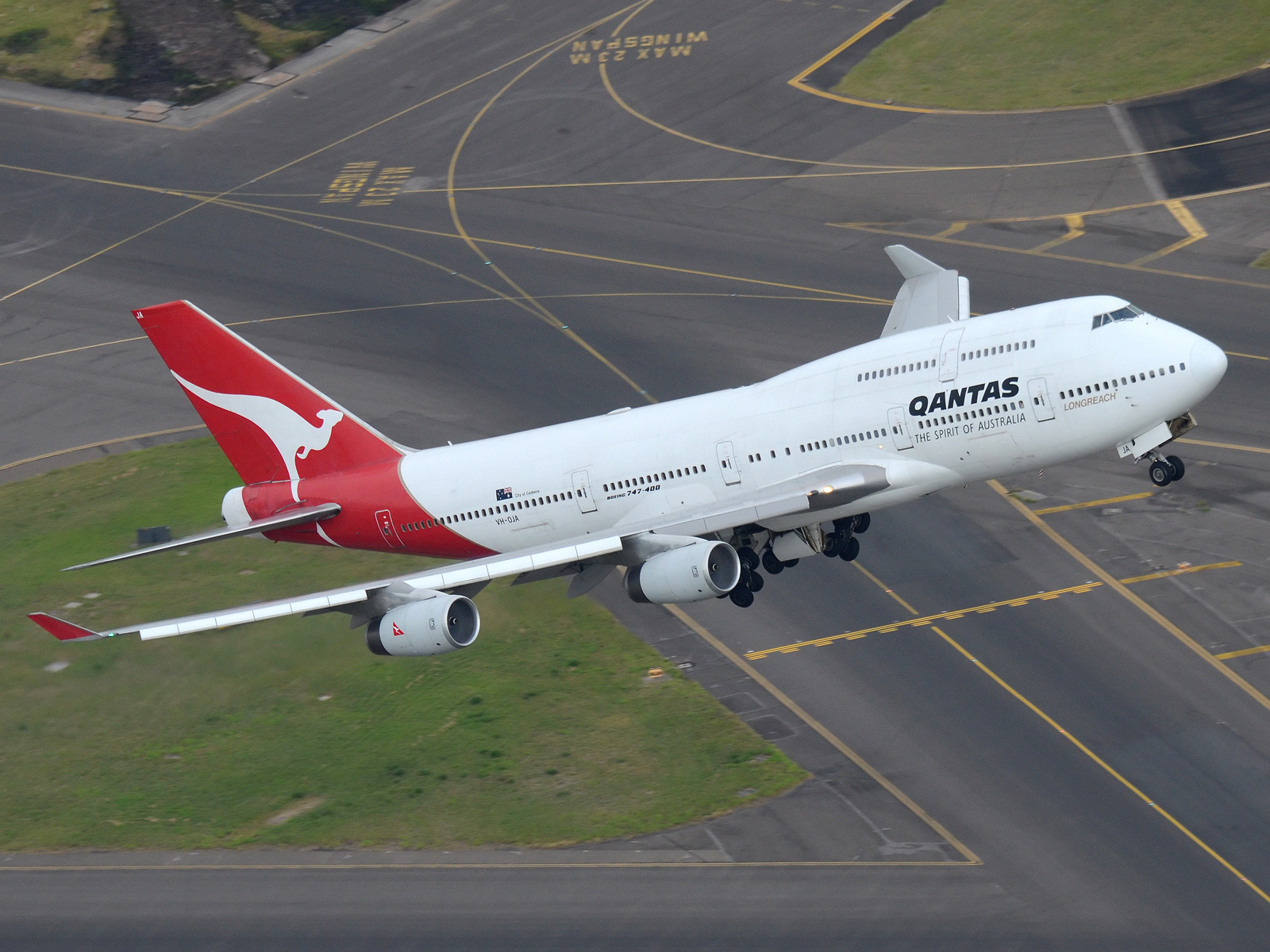
シティ・オブ・キャンベラとして知られるカンタスのB747-400。1989年に行われたプロモーション飛行で、ロンドンからシドニーへ17,000kmを約20時間かけてノンストップ飛行した。

キャンペーン飛行や納機のための飛行が、商業機によるノンストップ飛行記録を更新した。
1989年8月、カンタス航空にとって最初のボーイング747-400であるシティ・オブ・キャンベラが、ロンドン・シドニー間の17,016kmを20時間9分かけてノンストップ飛行したことにより、商業機の長距離記録を作った。その目的は、747-400を用いたカンタスの長距離サービスへの評判を高めることだった。その機には、5人のパイロットに加え、2人の客室乗務員と16人の乗客が乗っていた。
1993年6月16日、World Rangerと呼ばれるエアバス A340-200が、パリ航空ショーからニュージーランドのオークランドへ21時間32分かけて飛行し、5時間滞在した後、復路は21時間46分かけて戻ってきた。これは、ヨーロッパとニュージーランドを結ぶ最初のノンストップ飛行だった。パリからオークランドへの19,277kmのフライトは、22人と5基の中央燃料タンクで実現した。
この記録は、ボーイング 777-200ERがマレーシア航空への納機のために、シアトルからクアラルンプールへ20,044km飛行した1997年まで守られた。
2005年11月9日、パキスタン国際航空のボーイング 777-200LRが世界最長飛行記録を更新した。これは、香港からロンドン(ヒースロー空港) へ、通常の西向きの飛行(9,648km)とは逆に、東向きに21,602km飛んだもので、22時間22分かかった。乗員は8人のパイロットで、ボーイングで最初の女性テストパイロットになったスザンナ・ダーシー＝ヘンネマンを含んでいた。また、乗客は27人だった。
4ヶ月後の2006年3月25日、ブリティッシュ・エアウェイズのボーイング 777-200ERが、有償客を伴う最長ノンストップ飛行を行った。その便はイギリス首相のトニー・ブレアとその側近やジャーナリストたちが、ブリュッセルでの会談後、確実にメルボルンでの2006年コモンウェルスゲームズの閉会式に間に合うようにチャーターされたものだった。そのフライトは20人の交代要員を乗せ、17,157kmの飛行に18時間45分かかった。
2016年2月27日、国際女性デー(3月6日)の少し前、エア・インディアが女性乗員だけによる世界最長飛行記録をボーイング 777-200LRを用いて、デリーからサンフランシスコへの定期便であるAI 173便で成し遂げた。この15,300kmを14時間30分かけて飛んだフライトは、客室乗務員、運航乗務員、医師、顧客担当、そして運航管理者、技術者などの地上スタッフも含め、女性のみによって運航された。その当時、通常のフライトは大西洋上空を飛ぶ西向きの飛行だったが、エア・インディアは距離記録を作るために逆向きに飛んだ。2016年3月4日、復路のAI 174便も同じ乗員でサンフランシスコからデリーへ東向きに飛行し、女性だけによる地球1周飛行を成し遂げた。2016年10月、エア・インディアはAI173便を常に東向きに飛行することに変更した。その便は大圏ルートを飛ぶこともあれば、ジェット気流が時間短縮や燃料削減に役立つ時は太平洋上空ルートを飛ぶこともある。

## 今後のルート

### 路線設定済み
運航がまもなく始まる12,750km超のノンストップ便が発表されている。この距離はトップ30リストに入るメドとなる。
| 出発空港 | 到着空港     | 航空会社             | 便名    | 距離 km | 所要時間      | 機種              | 開始予定日     |
| -------- | ------------ | -------------------- | ------- | ------- | ------------- | ----------------- | -------------- |
| シカゴ   | オークランド | ニュージーランド航空 | NZ 27   | 13,187  | 16:15 - 16:25 | ボーイング 787-9  | 2018年11月30日 |
| シアトル | シンガポール | シンガポール航空     | SQ28/27 | 13,000  | 14:55 - 16:00 | エアバス A350-900 | 2019年9月3日   |

### 発表されたが路線未設定のもの
2015年夏、エミレーツ航空はドバイ・パナマシティ間をノンストップで西方向に飛行する便(13,821km、所要時間17時間35分)を2016年2月1日から運航すると発表した。しかし2016年1月、開始は3月31日に延期された。さらに3月上旬、エミレーツは2016年末か2017年初頭、もしくは状況が許すできるだけ早い時期まで延期すると発表した。2018年7月時点で、追加の情報は発表されていない。
2017年4月、カタール航空はドーハ・サンフランシスコ間を2018年に運航開始すると発表した。カタール航空は、この13,015kmの飛行にボーイング777-300ERを用いる予定である。
デルタ航空はアメリカとムンバイを結ぶノンストップ便を2019年に再開すると発表した。出発地は公表されていないが、アトランタからであれば13,712kmになり、17時間15分かかると見られる。ムンバイからアトランタへの便はデルタ航空では最長となる。

### 構想段階
2015年9月に出版されたレポートによると、フロリダのマイアミ国際空港は台湾のエバー航空やチャイナエアラインと、台北を結ぶ13,923kmの路線を2018年までに開設することを交渉している。2016年6月、台湾総統の蔡英文を乗せた中華航空のチャーター機ボーイング 777-300ERは、パナマ訪問前に台北からマイアミへノンストップ飛行した。空港幹部は蔡総統にマイアミ・台北間の定期便を就航させる好機であると売り込んだ。空港は2015年以来、東アジアへの直行便を熱心に売り込んでいる。全米3位の人口を持つフロリダ州と東アジアとの間に直行便が無いからである。2017年5月、フロリダ州航空当局の幹部は、東アジアへの直行便が2年以内に実現するだろうと述べた。2022年には
カンタス航空はボーイング 787-9を用いてパリ・パース間のノンストップ便を2019年にも開設することを検討しており、「プロジェクト・サンライズ」として2017年から超長距離路線開発を行っている。カンタスは、もし就航可能な航空機があれば、オーストラリア東部のシドニーからロンドンへ飛ぶノンストップ便を2022年までに開設したいと考えている。カンタスは、シドニー・ニューヨーク間(16,013km)のフライトには18時間7分、シドニー・ロンドン間(17,016km)のフライトには20時間20分かかると見積もっている。エアバスのA350-900ULRは17,964kmの航続距離を持ち、2018年に引き渡しが始まる予定で、このどちらのルートにも就航可能と見られる。ボーイング 777-8は2022年までに就航するとみられていて、航続距離が16,090kmあり、乗客を最大365人乗せることができる。777-8は、A350-900ULRよりも多くの積載量を乗せ、シドニー・ニューヨーク間をノンストップ飛行できる見込みである。また、乗客数を365人よりも減らす機内構成であれば、シドニー・ロンドン間もノンストップで飛ぶことができる。また2022年にはシドニー-ロンドン・ニューヨーク線向けとしてエアバスにA350-1000ULRを12機発注し、定員238席で2026年後半の受領を予定している。
ニュージーランド航空は、オークランドからニューヨーク(14,207km)やトロント(13,867km)へ、2020年代初頭にも直行便を飛ばすことを構想している。そのため、機材をボーイング 777-200ERから777Xやエアバス A350-900ULRに更新することを検討している。その後2022年3月にボーイング787-9を用いてのニューヨーク線計画を発表し、9月17日より就航している。

### 休止予定
ユナイテッド航空は、ロサンゼルス・シンガポール間の毎日の直行便(UA37/38)を、この都市間の低い需要を根拠に、2018年10月27日から休止すると発表している。しかし、サンフランシスコ・シンガポール間(現UA28/29)を1日2便に増やす可能性を表明している。ユナイテッドが1日2便にすれば、サンフランシスコ・シンガポール間はシンガポール航空が運航する1便と合わせると1日3便になる。逆に、シンガポール航空はシンガポール・ロサンゼルス間の直行便を、2018年11月2日からエアバスA350-900ULRを用いて開始する予定である。

## 旅客機
エアバスの就航中の旅客機で最も航続距離が長いのは、A340-500である。これは、293人の乗客を乗せ、16,670km飛ぶことができる。A380は544人の乗客を乗せて15,200km、A350-900は325人の乗客を乗せて15,000km飛行できる。未就航の機種では、A350-900ULRが18,000kmを飛行できる見込みである。
ボーイングの就航中の旅客機で最も航続距離が長いのは、777-200LRである。これは、317人の乗客を乗せて17,446km飛ぶことができる。未就航の777-8Xは、350～375人の乗客を乗せて16,110km飛べる見込みである。777-8Xをより長距離飛行可能にした派生機は、ロンドン・シドニー間の17,016kmを19時間かけて、より経済的に飛べる見込みである。
従来は非経済的であった多くの長距離ノンストップルートが、エアバスA330neoやA350XWB、ボーイング777Xや787などの新型機の登場で、実現可能になっている。

## 最長旅客便

### ノンストップ便 (トップ30-大圏距離基準)
下表は定期旅客便を大圏距離の長さ順に並べたものである。なお、実際に飛ぶ道のりの距離は、悪天候を避けたり、好ましい風に乗ろうとしたり、閉鎖空域や戦場を迂回しようとしたりするなどの多様な理由で、大圏距離よりも長くなりうる。
下表では、ある航空会社が同一経路に複数の便を飛ばしている場合は、まとめて1つと扱っている。逆に、1つの経路に異なる航空会社が便を飛ばしている場合は、それぞれを独立して扱っている。都市によっては長距離便を受け入れる空港が複数あるが、各空港はそれぞれ独立して扱っている。例えば、ニューヨーク周辺のJFKとニューアーク、東京周辺の羽田と成田はそれぞれ別に扱っている。
| 順位 | 出発空港                     | 到着空港               | 航空会社                 | 便名                 | 距離 km   | 所要時間      | 機種                 | 初飛行         |
| ---- | ---------------------------- | ---------------------- | ------------------------ | -------------------- | --------- | ------------- | -------------------- | -------------- |
| 1    | フランス領ポリネシアタヒチ島 | パリ                   | エアタヒチヌイ           | TN64                 | 15,715    | 03:00 - 06:30 | ボーイング 787-9     | 2020年3月15日  |
| 2    | ニューアーク                 | シンガポール           | シンガポール航空         | SQ 21                | 15,344    | 18:30 - 18:45 | エアバス A350-900ULR | 2018年10月11日 |
| 3    | オークランド                 | ドーハ                 | カタール航空             | QR 921               | 14,535    | 17:40 - 18:20 | ボーイング 777-200LR | 2017年2月5日   |
| 4    | パース                       | ロンドン＝ヒースロー   | カンタス航空             | QF 9                 | 14,499 km | 17:20         | ボーイング 787-9     | 2018年3月24日  |
| 5    | オークランド                 | ドバイ                 | エミレーツ航空           | EK 449               | 14,200    | 17:05 - 17:20 | エアバス A380-800    | 2016年3月2日   |
| 6    | ロサンゼルス                 | シンガポール           | シンガポール航空         | SQ 37                | 14,106    | 15:00 - 17:10 | エアバス A350-900ULR | 2018年11月2日  |
| 7    | ヒューストン                 | シドニー               | ユナイテッド航空         | UA 101               | 13,834    | 17:30         | ボーイング 787-9     | 2018年1月18日  |
| 8    | ダラス・フォートワース       | シドニー               | カンタス航空             | QF 8                 | 13,804    | 16:50 - 17:05 | エアバス A380-800    | 2014年9月29日  |
| 9    | マニラ                       | ニューヨーク＝JFK      | フィリピン航空           | PR 126               | 13,712    | 17:10 - 17:30 | エアバス A350-900    | 2018年10月29日 |
| 10   | サンフランシスコ             | シンガポール           | ユナイテッド航空         | UA 1, UA 29          | 13,593    | 16:25 - 17:20 | ボーイング 787-9     | 2016年6月1日   |
| 10   | サンフランシスコ             | シンガポール           | シンガポール航空         | SQ 31                | 13,593    | 16:30 - 17:35 | エアバス A350-900    | 2016年10月23日 |
| 11   | ヨハネスブルグ               | アトランタ             | デルタ航空               | DL 201               | 13,581    | 16:03 - 16:55 | ボーイング 777-200LR | 2009年6月1日   |
| 12   | アブダビ                     | ロサンゼルス           | エティハド航空           | EY 171               | 13,502    | 16:35 - 17:00 | ボーイング 777-300ER | 2014年6月1日   |
| 13   | ドバイ                       | ロサンゼルス           | エミレーツ航空           | EK 215               | 13,420    | 16:00 - 16:20 | エアバス A380-800    | 2008年10月26日 |
| 14   | ジッダ                       | ロサンゼルス           | サウディア               | SV 41                | 13,409    | 16:05         | ボーイング 777-300ER | 2014年3月31日  |
| 15   | ドーハ                       | ロサンゼルス           | カタール航空             | QR 739               | 13,367    | 16:00 - 16:20 | ボーイング 777-200LR | 2016年1月1日   |
| 16   | トロント                     | マニラ                 | フィリピン航空           | PR 119               | 13,230    | 15:30 - 16:30 | ボーイング 777-300ER | 2017年12月16日 |
| 17   | バンクーバー                 | メルボルン             | エア・カナダ             | AC 37                | 13,183    | 16:00 - 16:10 | ボーイング 787-9     | 2017年12月1日  |
| 18   | ドバイ                       | ヒューストン           | エミレーツ航空           | EK 211               | 13,144    | 16:15 - 16:45 | エアバス A380-800    | 2007年12月3日  |
| 19   | ワシントンD.C.               | 香港                   | キャセイパシフィック航空 | CX 869               | 13,122    | 15:55         | エアバス A350-1000   | 2018年9月15日  |
| 20   | ダラス・フォートワース       | 香港                   | アメリカン航空           | AA 125               | 13,072    | 16:10 - 16:55 | ボーイング 777-300ER | 2014年6月11日  |
| 21   | ドバイ                       | サンフランシスコ       | エミレーツ航空           | EK 225               | 13,041    | 15:50 - 16:15 | エアバス A380-800    | 2008年12月15日 |
| 22   | ニューヨーク＝JFK            | 香港                   | キャセイパシフィック航空 | CX 831 CX 841 CX 845 | 12,990    | 15:40 - 16:15 | ボーイング 777-300ER | 2004年7月1日   |
| 23   | ニューアーク                 | 香港                   | キャセイパシフィック航空 | CX 899               | 12,980    | 15:45 - 16:00 | エアバス A350-900    | 2014年3月1日   |
| 23   | ニューアーク                 | 香港                   | ユナイテッド航空         | UA 179               | 12,980    | 16:00         | ボーイング 777-200ER | 2001年3月1日   |
| 24   | ドーハ                       | ヒューストン           | カタール航空             | QR 713               | 12,952    | 15:50 - 16:30 | ボーイング 777-200LR | 2009年3月31日  |
| 25   | ドバイ                       | ダラス・フォートワース | エミレーツ航空           | EK 221               | 12,940    | 16:00 - 16:15 | ボーイング 777-300ER | 2012年2月2日   |
| 26   | デリー                       | ロサンゼルス           | エア・インディア         | AI 105               | 12,896    | 16:10 - 16:30 | ボーイング 777-200LR | 2017年9月1日   |
| 27   | 上海                         | メキシコ・シティ       | アエロメヒコ航空         | AM 97 AM 99          | 12,889    | 14:30 - 15:15 | ボーイング 787-8     | 2016年1月22日  |
| 28   | ニューヨーク＝JFK            | 広州                   | 中国南方航空             | CZ 300 CZ 600        | 12,878    | 15:50 - 16:05 | ボーイング 777-300ER | 2014年8月6日   |
| 29   | ボストン                     | 香港                   | キャセイパシフィック航空 | CX 811               | 12,826    | 15:25 - 15:35 | ボーイング 777-300ER | 2015年5月3日   |
| 30   | ヨハネスブルグ               | ニューヨーク＝JFK      | 南アフリカ航空           | SA 203               | 12,825    | 15:40 - 16:05 | エアバス A340-600    | 2011年5月1日   |
| 30   | ヒューストン                 | 台北                   | エバー航空               | BR 51                | 12,776    | 15:30 - 16:30 | ボーイング 777-300ER | 2015年6月20日  |

### 寄航を伴う直通便
直通便(Direct Flight)とは、出発地と最終目的地の間に寄航(着陸)を伴うが、全区間を通して便名も機体も変更しない便をいう。下表の「2点間」は、途中の寄航を無視して出発地と最終目的地を直接結んだ場合の大圏距離である。「全区間」は、出発地～寄航地～最終目的地の各区間ごとの大圏距離を合計したものである。
| 順位 | 航空会社                     | 便名   | 出発空港             | 到着空港             | 寄航空港            | 2点間 km | 全区間 km | 所要時間 hh:mm | 機種       |
| ---- | ---------------------------- | ------ | -------------------- | -------------------- | ------------------- | -------- | --------- | -------------- | ---------- |
| 1    | ニュージーランド航空         | NZ 1   | ロンドン＝ヒースロー | オークランド         | ロサンゼルス        | 18,354   | 19,248    | 23:55 - 24:15  | B777-300ER |
| 2    | 中国国際航空                 | CA 907 | 北京                 | サンパウロ           | マドリード-バラハス | 17,578   | 17,584    | 21:30 - 22:05  | B787-9     |
| 3    | カンタス航空                 | QF 1   | シドニー             | ロンドン＝ヒースロー | シンガポール        | 17,016   | 17,176    | 22:15          | A380       |
| 3    | ブリティッシュ・エアウェイズ | BA 16  | シドニー             | ロンドン＝ヒースロー | シンガポール        | 17,016   | 17,176    | 21:45 - 22:00  | B777-300ER |
| 4    | カンタス航空                 | QF 9   | メルボルン           | ロンドン＝ヒースロー | パース              | 16,904   | 17,205    | 21:20          | B787-9     |
| 5    | シンガポール航空             | SQ 52  | シンガポール         | ヒューストン         | マンチェスター      | 15,981   | 18,545    | 24:45          | A350-900   |
| 6    | フレンチ・ビー               | BF 710 | パリ＝オルリー       | パペーテ             | サンフランシスコ    | 15,728   | 15,742    | 21:00          | A350-900   |
| 7    | エア タヒチ ヌイ             | TN 7   | パリ＝CDG            | パペーテ             | ロサンゼルス        | 15,715   | 15,715    | 20:10 - 20:25  | A340-300   |
| 7    | エールフランス               | AF 76  | パリ＝CDG            | パペーテ             | ロサンゼルス        | 15,715   | 15,715    | 20:05 - 20:25  | B777-200   |
| 8    | エア・カナダ                 | AC 33  | トロント＝ピアソン   | シドニー             | バンクーバー        | 15,551   | 15,838    | 20:15 - 20:37  | B777-200LR |
| 9    | カンタス航空                 | QF 16  | ニューヨーク＝JFK    | ブリスベン           | ロサンゼルス        | 15,508   | 15,508    | 21:00          | B787-9     |
| 10   | シンガポール航空             | SQ 26  | シンガポール         | ニューヨーク＝JFK    | フランクフルト      | 15,348   | 16,488    | 21:15 - 22:20  | A380       |
| 11   | エミレーツ航空               | EK 263 | ドバイ               | サンティアゴ         | サンパウロ          | 14,777   | 14,835    | 20:35          | B777-200LR |
| 12   | エチオピア航空               | ET 504 | アディスアベバ       | ロサンゼルス         | ダブリン            | 14,685   | 14,699    | 19:15          | B787-8     |
| 13   | エミレーツ航空               | EK 451 | オークランド         | ドバイ               | デンパサール        | 14,201   | 14,223    | 18:00 - 18:10  | B777-300ER |
| 14   | 中国南方航空                 | CZ 378 | メキシコ・シティ     | 広州                 | バンクーバー        | 14,115   | 14,162    | 18:15 - 19:00  | B787-8     |
| 15   | シンガポール航空             |        | ロサンゼルス         | シンガポール         | ソウル              | 14,114   | 14,261    | 19:35 - 20:05  | B777-300ER |
| 15   | シンガポール航空             | SQ 11  | ロサンゼルス         | シンガポール         | 東京＝成田          | 14,114   | 14,123    | 18:45 - 19:30  | B777-300ER |

### 休止になったノンストップ便
| 順位 | 出発空港               | 到着空港               | 航空会社             | 便名    | 距離 km | 所要時間 hh:mm | 機種                 | 最終運航日     |
| ---- | ---------------------- | ---------------------- | -------------------- | ------- | ------- | -------------- | -------------------- | -------------- |
| 1    | ロサンゼルス           | シンガポール           | ユナイテッド航空     | UA 37   | 14,114  | 17:25          | ボーイング 787-9     | 2018年10月27日 |
| 2    | ニューヨーク＝JFK      | バンコク               | タイ国際航空         | TG 793  | 13,965  | 17:00          | エアバス A340-500    | 2008年7月1日   |
| 3    | ムンバイ               | アトランタ             | デルタ航空           | DL 185  | 13,696  | 17:55          | ボーイング 777-200LR | 2009年10月23日 |
| 4    | ダラス・フォートワース | ブリスベン             | カンタス航空         | QF 8    | 13,364  | 16:05          | ボーイング 747-400ER | 2014年9月28日  |
| 5    | ロサンゼルス           | バンコク               | タイ国際航空         | TG 795  | 13,309  | 17:20          | エアバス A340-500    | 2012年4月30日  |
| 6    | アブダビ               | サンフランシスコ       | ジェットエアウェイズ | 9W 6598 | 13,129  | 16:00          | ボーイング 777-300ER | 2016年4月26日  |
| 6    | アブダビ               | サンフランシスコ       | エティハド航空       | EY 183  | 13,129  | 16:00          | ボーイング 777-200LR | 2017年10月28日 |
| 7    | ヨハネスブルグ         | ワシントンD.C.         | 南アフリカ航空       | SA 208  | 13,091  | 17:00          | エアバス A340-600    | 2009年4月30日  |
| 8    | ニューヨーク＝JFK      | 香港                   | ユナイテッド航空     | UA 821  | 12,991  | 15:40          | ボーイング 747-400   | 2001年8月30日  |
| 9    | アブダビ               | ダラス・フォートワース | エティハド航空       | EY 161  | 12,990  | 16:05 - 16:30  | ボーイング 777-200LR | 2018年3月24日  |
| 10   | ムンバイ               | シカゴ                 | エア・インディア     | AI 145  | 12,962  | 17:00          | ボーイング 777-200LR | 2010年10月30日 |
| 11   | デトロイト             | 香港                   | デルタ航空           | DL 187  | 12,645  | 15:45          | ボーイング 777-200LR | 2012年8月30日  |
| 12   | ムンバイ               | ニューヨーク＝JFK      | エア・インディア     | AI 141  | 12,552  | 16:15          | ボーイング 777-200LR | 2010年10月30日 |
| 13   | シカゴ                 | 香港-啓徳              | ユナイテッド航空     | UA 895  | 12,534  | 15:50          | ボーイング 747-400   | 1998年7月5日   |
| 14   | ドバイ                 | アトランタ             | デルタ航空           | DL 7    | 12,230  | 15:45          | ボーイング 777-200LR | 2016年2月11日  |
| 15   | アフマダーバード       | ニューアーク           | エア・インディア     | AI 191  | 12,158  | 15:55          | ボーイング 777-200LR | 2016年8月15日  |
| 16   | ミネアポリス           | 香港-啓徳              | ノースウエスト航空   | NW 97   | 12,062  | 15:00          | ボーイング 747-400   | 1998年7月5日   |
| 17   | デリー                 | シカゴ                 | アメリカン航空       | AA 293  | 12,045  | 15:55          | ボーイング 777-200ER | 2012年2月28日  |

## 航空会社と機種ごとのノンストップ便
以下は2つの節に分かれている。最初の節は、ノンストップ便に使われた全商業機種をリストアップし、それぞれの機種について現在定期運航されている最長便を記している。2つ目の節は、世界の旅客航空会社全てをリストアップし、それぞれの会社の現在定期運航されている最長ノンストップ便を記している。

### 機種ごと

#### 運行中の機種
この表は機種ごとに現在運航されている大圏距離基準での最長便をまとめている。
| 機種                          | 種類           | 出発空港                   | 到着空港                     | 距離 km | 所要時間 hh:mm | 航空会社                                | 便名           |
| ----------------------------- | -------------- | -------------------------- | ---------------------------- | ------- | -------------- | --------------------------------------- | -------------- |
| エアバス A220-100             | ジェット旅客機 | モスクワ＝ドモジェドヴォ   | ジュネーヴ                   | 2,434   | 03:50          | スイス                                  | LX 1337        |
| エアバス A220-300             | ジェット旅客機 | リガ                       | アブダビ                     | 4,369   | 05:50          | エア・バルティック                      | BT 797         |
| エアバス A300-600             | ジェット旅客機 | テヘラン                   | ロンドン＝ヒースロー         | 4,433   | 06:35 - 07:35  | イラン航空                              | IR 711         |
| エアバス A310                 | ジェット旅客機 | ローマ＝フィウミチーノ     | トロント＝ピアソン           | 7,105   | 09:50          | エア・トランザット(退役済み)            | TS 307/309/315 |
| エアバス A318                 | ジェット旅客機 | ニューヨーク＝JFK          | ロンドン＝シティ             | 5,588   | 07:20 - 07:25  | ブリティッシュ・エアウェイズ(退役済み)  | BA 2           |
| エアバス A319                 | ジェット旅客機 | パッタヤー                 | ドーハ                       | 5,330   | 07:35          | カタール航空                            | QR 986         |
| エアバス A320                 | ジェット旅客機 | バーレーン                 | ロンドン＝ヒースロー         | 5,090   | 06:35 - 07:35  | ガルフ・エア                            | GF 3           |
| エアバス A320neo              | ジェット旅客機 | モスクワ＝ドモジェドヴォ   | テネリフェ                   | 5,254   | 07:15 - 07:20  | S7航空                                  | S7 675         |
| エアバス A321                 | ジェット旅客機 | レイキャヴィーク           | ボルチモア                   | 4,445   | 06:20          | WOWエア                                 | WW 115/117     |
| エアバス A321neo              | ジェット旅客機 | マニラ                     | シドニー                     | 6,243   | 08:35          | フィリピン航空                          | PR 211/213     |
| エアバス A330-200             | ジェット旅客機 | ローマ＝フィウミチーノ     | ブエノスアイレス             | 11,136  | 14:25 - 15:25  | アルゼンチン航空                        | AR 1141        |
| エアバス A330-300             | ジェット旅客機 | 深圳                       | ロンドン＝ヒースロー         | 9,595   | 14:10 - 19:40  | 深圳航空                                | ZH 9067        |
| エアバス A340-300             | ジェット旅客機 | ロサンゼルス               | マニラ                       | 11,756  | 13:10 - 14:05  | フィリピン航空                          | PR 113         |
| エアバス A340-600             | ジェット旅客機 | ヨハネスブルグ             | ニューヨーク＝JFK            | 12,825  | 15:40 - 16:05  | 南アフリカ航空                          | SA 203         |
| エアバス A350-900XWB          | ジェット旅客機 | マニラ                     | ニューヨーク＝JFK            | 13,712  | 17:10 - 17:30  | フィリピン航空                          | PR 126         |
| エアバス A350-900ULR          | ジェット旅客機 | シンガポール               | ニューアーク                 | 15,345  | 17:00 - 17:30  | シンガポール航空                        | SQ 21          |
| エアバス A350-1000            | ジェット旅客機 | ワシントンD.C.             | 香港                         | 13,122  | 15:55          | キャセイパシフィック航空                | CX 869         |
| エアバス A380-800             | ジェット旅客機 | オークランド               | ドバイ                       | 14,201  | 17:05 - 17:20  | エミレーツ航空                          | EK 449         |
| ATR 42 & ATR 72               | ターボプロップ | トテッジギー               | パペーテ                     | 1,655   | 03:45          | エアタヒチ                              | VT 951         |
| ボーイング 737-200            | ジェット旅客機 | イエローナイフ             | リゾルート・ベイ             | 1,560   | 02:35          | カナディアンノース航空 (チャーター運航) | MPE 9201       |
| ボーイング 737-300            | ジェット旅客機 | エドモントン               | パームビーチ                 | 4,047   | 05:35          | カナディアンノース航空 (チャーター運航) | MPE 9750       |
| ボーイング 737-400            | ジェット旅客機 | モントリオール＝ミラベル   | ロンドン＝スタンステッド     | 5,261   | 06:27          | タイタン・エアウェイズ (チャーター運航) | [ 要出典 ]     |
| ボーイング 737-500            | ジェット旅客機 | オタワ                     | イエローナイフ               | 3,108   | 04:40          | エア・ノース                            | 4N 512         |
| ボーイング 737-600            | ジェット旅客機 | オタワ                     | バンクーバー                 | 3,563   | 05:13 - 05:15  | ウエストジェット航空                    | WS 143         |
| ボーイング 737-700            | ジェット旅客機 | プネー                     | ブカレスト                   | 5,282   | 07:40 - 07:50  | PrivatAir                               | PV 769         |
| ボーイング 737-800            | ジェット旅客機 | モンテビデオ               | パナマシティ                 | 5,447   | 07:25 - 07:28  | コパ航空                                | CM 284         |
| ボーイング 737-900ER          | ジェット旅客機 | ダルエスサラーム           | イスタンブール＝アタテュルク | 5,405   | 07:05 - 07:35  | ターキッシュ エアラインズ               | TK 604         |
| ボーイング 737 MAX 8          | ジェット旅客機 | ブエノスアイレス           | プンタ・カナ                 | 6,022   | 08:00          | アルゼンチン航空                        | AR 1324        |
| ボーイング 737 MAX 9          | ジェット旅客機 | ヒューストン               | アンカレッジ                 | 5,256   | 07:18          | ユナイテッド航空                        | UA 1291        |
| ボーイング 747-400            | ジェット旅客機 | サンフランシスコ           | シドニー                     | 11,937  | 14:40          | カンタス航空(退役済み)                  | QF 74          |
| ボーイング 747-400ER          | ジェット旅客機 | バンクーバー               | シドニー                     | 12,484  | 15:05 - 15:10  | カンタス航空(退役済み)                  | QF 76          |
| ボーイング 747-8              | ジェット旅客機 | フランクフルト             | ブエノスアイレス             | 11,494  | 13:45 - 13:50  | ルフトハンザ                            | LH 510         |
| ボーイング 757-200            | ジェット旅客機 | パリ＝CDG                  | ローリー・ダーラム           | 6,522   | 09:12 - 09:42  | デルタ航空                              | DL 231         |
| ボーイング 757-300            | ジェット旅客機 | レイキャヴィーク           | シカゴ                       | 4,738   | 06:05 - 06:30  | アイスランド航空                        | FI 853         |
| ボーイング 767-300ER          | ジェット旅客機 | バルセロナ                 | リマ                         | 10,000  | 13:15 - 13:25  | LATAM航空グループ                       | LA 2431        |
| ボーイング 767-400ER          | ジェット旅客機 | ローマ＝フィウミチーノ     | アトランタ                   | 8,105   | 11:10          | デルタ航空                              | DL 63          |
| ボーイング 777-200            | ジェット旅客機 | シカゴ                     | ホノルル                     | 6,829   | 09:20          | ユナイテッド航空                        | UA 219         |
| ボーイング 777-200ER          | ジェット旅客機 | ニューアーク               | 香港                         | 12,980  | 16:00          | ユナイテッド航空                        | UA 179         |
| ボーイング 777-200LR          | ジェット旅客機 | オークランド               | ドーハ                       | 14,535  | 17:40 - 18:20  | カタール航空                            | QR 921         |
| ボーイング 777-300ER          | ジェット旅客機 | アブダビ                   | ロサンゼルス                 | 13,503  | 16:35 - 17:00  | エティハド航空                          | EY 171         |
| ボーイング 787-8              | ジェット旅客機 | 上海＝浦東                 | メキシコ・シティ             | 12,917  | 14:40 - 16:40  | アエロメヒコ航空                        | AM 97/99       |
| ボーイング 787-9              | ジェット旅客機 | パース                     | ロンドン＝ヒースロー         | 14,497  | 17:20          | カンタス航空                            | QF 9           |
| ボンバルディア ダッシュ 8-200 | ターボプロップ | レイキャヴィーク           | ヌーク, グリーンランド       | 1,434   | 03:20          | エア・アイスランド                      | NY 407         |
| ボンバルディア Q400           | ターボプロップ | オタワ                     | メルボルン, フロリダ         | 1,962   | 03:25          | ポーター航空                            | PD 757         |
| エンブラエル E175             | ジェット旅客機 | マディソン, ウィスコンシン | サンフランシスコ             | 2,850   | 05:00          | ユナイテッド航空                        | UA 5780        |
| エンブラエル E190             | ジェット旅客機 | トロント＝ピアソン         | ポートランド, オレゴン       | 3,375   | 05:08          | エア・カナダ                            | AC 547         |
| ドルニエ 328                  | ターボプロップ | モリスタウン               | シンシナティ                 | 875     | 01:48          | アルティメット・エアシャトル            | P1 433         |
| フォッカー 100                | ジェット旅客機 | アデレード                 | パース                       | 2,120   | 03:25 - 03:30  | ヴァージン・オーストラリア              | VA 715/717/719 |
| イリューシン 96               | ジェット旅客機 | ハバナ                     | パリ＝オルリー               | 7,752   | 09:30 - 09:40  | クバーナ航空                            | CU 444         |
| サーブ 2000                   | ターボプロップ | アンカレッジ               | ウナラスカ, アラスカ         | 1,274   | 02:15          | アラスカ航空                            | AS 3298        |

#### 記録
この表は有償定期便として運航中の便と過去に運航された便を合わせて、機種ごとに大圏距離基準で最長ノンストップ便となるものをまとめている。この表にはキャンペーン飛行や納機のための飛行は含まない。
| 機種                            | 種類           | ルート                                 | 距離 km | 所要時間 hh:mm          | 航空会社                            | 便名         |
| ------------------------------- | -------------- | -------------------------------------- | ------- | ----------------------- | ----------------------------------- | ------------ |
| エアバス A318                   | ジェット旅客機 | ニューヨーク＝JFK to ロンドン＝シティ  | 5,569   | 07:30                   | ブリティッシュ・エアウェイズ        | BA 4/2       |
| エアバス A319                   | ジェット旅客機 | デュッセルドルフ to シカゴ             | 6,808   | 09:15                   | ルフトハンザ                        | LH 436       |
| エアバス A340-500               | ジェット旅客機 | ニューアーク to シンガポール           | 15,345  | 18:50                   | シンガポール航空                    | SQ 21        |
| エアバス A340-600               | ジェット旅客機 | ニューヨーク to 香港                   | 12,983  | 15:20                   | キャセイパシフィック航空            | CX 831       |
| エアバス A350-900               | ジェット旅客機 | サンフランシスコ to シンガポール       | 13,593  | 16:55                   | シンガポール航空                    | SQ 31        |
| エアバス A350-1000              | ジェット旅客機 | ワシントンD.C. to 香港                 | 13,122  | 15:55                   | キャセイパシフィック航空            | CX 869       |
| エアバス A380-800               | ジェット旅客機 | オークランド to ドバイ                 | 14,203  | 17:15                   | エミレーツ航空                      | EK 449       |
| ボーイング 737-700              | ジェット旅客機 | アムステルダム to ヒューストン         | 8,058   | 10:40                   | KLMオランダ航空                     | KL 663       |
| ボーイング 747-400              | ジェット旅客機 | ニューヨーク to 香港                   | 12,983  | 15:50                   | ユナイテッド航空                    | UA 821       |
| ボーイング 747-400ER            | ジェット旅客機 | シドニー to ダラス・フォートワース     | 13,804  | 15:25                   | カンタス航空                        | QF 7         |
| ボーイング 757-200              | ジェット旅客機 | カンクン to ブエノスアイレス           | 6,870   |                         | メキシカーナ航空                    | MX 1690      |
| ボーイング 767-300ER            | ジェット旅客機 | ミュンヘン to サンパウロ               | 9,867   | 12:40                   | ヴァリグ・ブラジル航空              | RG 743       |
| ボーイング 777-200ER            | ジェット旅客機 | ニューアーク to 香港                   | 12,980  | 15:30 15:50             | コンチネンタル航空 ユナイテッド航空 | CO 98 UA 179 |
| ボーイング 777-200LR            | ジェット旅客機 | オークランド to ドーハ                 | 14,534  | 17:40                   | カタール航空                        | QR 921       |
| ボーイング 777-300ER            | ジェット旅客機 | ロサンゼルス to ドバイ                 | 13,420  | 16:35                   | エミレーツ航空                      | EK 217       |
| ボーイング 787-8                | ジェット旅客機 | 上海 to メキシコシティ                 | 12,917  | 16:40                   | アエロメヒコ航空                    | AM 97/99     |
| ボーイング 787-9                | ジェット旅客機 | パペーテ to パリ＝シャルル・ド・ゴール | 15,715  | 15:45 - 16:30           | エア・タヒチ・ヌイ                  | TN 64        |
| ボンバルディア CS100            | ジェット旅客機 | チューリヒ to マンチェスター           | 1,006   | 02:00                   | スイスグローバルエアラインズ        | LX 390       |
| ボンバルディア CS300            | ジェット旅客機 | リガ to アブダビ                       | 4,368   | 05:50                   | エア・バルティック                  | BT 797       |
| コンソリデーテッド PBY カタリナ | 飛行艇         | ネッドランズ to コッガラ               | 5,625   | 平均28時間 (最大33時間) | カンタス航空                        |              |
| コンコルド                      | ジェット旅客機 | シンガポール to バーレーン             | 6,332   | 04:25                   | シンガポール航空                    | SQ 301/16    |
| ロッキード コンステレーション   | プロペラ旅客機 | パリ＝オルリー to サンフランシスコ     | 9,001   | 22:10 21:55             | トランス・ワールド航空              | TW 871       |
| ツポレフ Tu-114                 | プロペラ旅客機 | ムルマンスク to ハバナ                 | 8,592   | 14:00 – 15:00           | アエロフロート・ロシア航空          |              |
| ツポレフ Tu-204                 | ジェット旅客機 | サンクトペテルブルク to ウラジオストク | 6,554   |                         | ウラジオストク航空                  |              |
| ボーイング 737-400              | ジェット旅客機 | ムンバイ to クアラルンプール           | 3,623   | 05:20                   | マレーシア航空                      | MH 152       |

### 航空会社ごと (現在、定期運行中の便)
この表は、航空会社ごとに現在運航されている最長ノンストップ便をまとめている。
| 航空会社                               | 便名              | ルート (出発空港 to 到着空港)                         | 距離 (km) | 所要時間 hh:mm | 機種                          |
| -------------------------------------- | ----------------- | ----------------------------------------------------- | --------- | -------------- | ----------------------------- |
| アドリア航空                           | JP 915            | モスクワ＝シェレメーチエヴォ to リュブリャナ          | 1,925     | 03:05          | エアバス A319                 |
| アドリア航空                           | JP 915            | モスクワ＝シェレメーチエヴォ to リュブリャナ          | 1,925     | 03:05          | ボンバルディア CRJ900         |
| エーゲ航空                             | A3 646            | アテネ to ダブリン                                    | 2,881     | 04:15          | エアバス A320                 |
| エアリンガス                           | EI 145            | ダブリン to ロサンゼルス                              | 8,335     | 11:00          | エアバス A330-200             |
| アルゼンチン航空                       | AR 1141           | ローマ＝フィウミチーノ to ブエノスアイレス            | 11,136    | 15:15          | エアバス A330-200             |
| アエロメヒコ航空                       | AM 97/99          | 上海＝浦東 to メキシコシティ                          | 12,917    | 14:40 - 16:40  | ボーイング 787-8              |
| アエロフロート・ロシア航空             | SU 106            | モスクワ＝シェレメーチエヴォ to ロサンゼルス          | 9,781     | 12:50          | エアバス A330-200             |
| アエロフロート・ロシア航空             | SU 106            | モスクワ＝シェレメーチエヴォ to ロサンゼルス          | 9,781     | 12:50          | ボーイング 777-300ER          |
| アルジェリア航空                       | AH 3061           | 北京＝首都 to アルジェ                                | 9,125     | 11:30          | エアバス A330-200             |
| エア・アラビア                         | G9 265            | シャールジャ to モスクワ＝ドモジェドヴォ              | 3,640     | 05:30          | エアバス A320                 |
| エアアジア                             | AK 72             | クアラルンプール to マレ                              | 3,137     | 04:15          | エアバス A320                 |
| エアアジア・インディア                 | I5 1982           | バンガロール to グワーハーティー                      | 2,082     | 03:05          | エアバス A320                 |
| エアアジア X                           | D7 170/172        | クアラルンプール to ジッダ                            | 7,061     | 09:30          | エアバス A330-300             |
| エア・アスタナ                         | KC 936            | クアラルンプール to アルマトイ                        | 5,116     | 08:00          | ボーイング 757-200            |
| エア・アスタナ                         | KC 936            | クアラルンプール to アルマトイ                        | 5,116     | 08:00          | ボーイング 767-300ER          |
| エール・オーストラル                   | UU 971/975        | サン＝ドニ to パリ＝CDG                               | 9,349     | 11:15          | ボーイング 777-300ER          |
| エア・バルティック                     | BT 797            | リガ to アブダビ                                      | 4,365     | 05:50          | エアバス A220-300             |
| エア・ボツワナ                         | BP 213            | カサネ to ヨハネスブルグ                              | 971       | 02:20          | ATR 42                        |
| エール・ブルキナ                       | 2J 515            | ワガドゥグー to ダカール                              | 1,749     | 02:50          | マクドネル・ダグラス MD-87    |
| エアプサン                             | BX 721            | 釜山 to シェムリアップ                                | 4,015     | 05:25          | エアバス A321                 |
| エア・カレドニア・インターナショナル   | SB 800            | ヌーメア to ソウル＝仁川                              | 7,792     | 09:55          | エアバス A330-200             |
| エア・カライベス                       | TX 570            | パリ＝オルリー to カイエンヌ (フランス領ギアナ)       | 7,107     | 09:00          | エアバス A330-300             |
| エア・カナダ                           | AC 37             | バンクーバー to メルボルン                            | 13,184    | 16:00 - 16:10  | ボーイング 787-9              |
| エア・カナダ・ルージュ                 | RV 1901           | アテネ to トロント＝ピアソン                          | 8,149     | 10:50          | ボーイング 767-300ER          |
| 中国国際航空                           | CA 867            | 北京＝首都 to ヨハネスブルグ                          | 11,698    | 14:10          | ボーイング 777-300ER          |
| エール・コートジボワール               | HF 832            | アビジャン to リーブルヴィル                          | 1,575     | 02:20          | エアバス A319                 |
| AIRDO                                  | HD 112            | 札幌＝新千歳 to 福岡                                  | 1,413     | 02:25          | ボーイング 737-700            |
| エア・ヨーロッパ (スペイン)            | UX 41             | マドリード to ブエノスアイレス                        | 10,062    | 13:20          | エアバス A330-200             |
| エールフランス                         | AF 406            | パリ＝CDG to サンティアゴ (チリ)                      | 11,652    | 14:35          | ボーイング 777-200ER          |
| エールフランス                         | AF 406            | パリ＝CDG to サンティアゴ (チリ)                      | 11,652    | 14:35          | ボーイング 777-300ER          |
| エア・グリーンランド                   | GL 782            | カンゲルルススアーク to コペンハーゲン                | 3,440     | 04:20          | エアバス A330-200             |
| エア・アイスランド                     | NY 423/1423       | レイキャヴィーク to ヌーク                            | 1,434     | 03:20          | ボンバルディア ダッシュ 8-200 |
| エア・インディア                       | AI 191            | ムンバイ to ニューアーク                              | 12,896    | 16:15          | ボーイング 777-200LR          |
| エア・インディア・エクスプレス         | IX 393            | コーリコード to クウェート                            | 3511      | 04:10          | ボーイング 737-800            |
| エアージャパン                         | NQ 1052           | 東京＝成田 to ホノルル                                | 6,145     | 07:00          | ボーイング 767-300ER          |
| エア・ジャマイカ                       | JM 79             | キングストン to トロント＝ピアソン                    | 2,886     | 04:10          | ボーイング 737-800            |
| 高麗航空                               | JS 157            | 平壌 to 上海＝浦東                                    | 963       | 02:20          | ツポレフ Tu-204-300           |
| マカオ航空                             | NX 862            | マカオ to 東京＝成田                                  | 3,000     | 04:25          | エアバス A321                 |
| マダガスカル航空                       | MD 50             | アンタナナリボ to パリ＝CDG                           | 8,726     | 11:10          | エアバス A340-300             |
| マルタ航空                             | KM 572            | マルタ to モスクワ＝シェレメーチエヴォ                | 2,829     | 04:00          | エアバス A319                 |
| モーリシャス航空                       | MK 42/46          | モーリス to ロンドン＝ヒースロー                      | 9,765     | 12:30          | エアバス A350-900             |
| ナミビア航空                           | SW 286            | ウィントフック to フランクフルト                      | 8,079     | 10:00          | エアバス A330-200             |
| ニュージーランド航空                   | NZ 29             | ヒューストン to オークランド                          | 11,933    | 15:00          | ボーイング 787-9              |
| ニューギニア航空                       | PX 54             | ポートモレスビー to 東京＝成田                        | 5,074     | 06:50          | ボーイング 737-700            |
| エール・サン＝ピエール                 | PJ 1123           | サン＝ピエール to モントリオール＝トルドー            | 1,363     | 03:25          | ATR 42                        |
| エア・セルビア                         | JU 500            | ベオグラード to ニューヨーク＝JFK                     | 7,260     | 10:30          | エアバス A330-200             |
| セーシェル航空                         | HM 61             | マヘ島 to パリ＝CDG                                   | 7,832     | 10:25          | エアバス A330-200             |
| エアタヒチ                             | VT 951            | マンガレヴァ島 to パペーテ                            | 1,654     | 03:55          | ATR 72-500                    |
| エア タヒチ ヌイ                       | TN 78             | パペーテ to 東京＝成田                                | 9,435     | 12:25          | エアバス A340-300             |
| エア・トランザット                     | TS 173/273        | テルアビブ to モントリオール＝トルドー                | 8,823     | 11:45          | エアバス A330-200             |
| バヌアツ航空                           | NF 10             | ポートビラ to シドニー                                | 2,481     | 03:45          | ボーイング 737-800            |
| アラスカ航空                           | AS 35             | カンクン to シアトル                                  | 4,321     | 06:59          | ボーイング 737-900            |
| アリタリア-イタリア航空                | AZ 688            | ローマ＝フィウミチーノ to サンティアゴ                | 11,903    | 15:00          | ボーイング 777-200ER          |
| アレジアント・エア                     | G4 434            | ラスベガス to ノックスビル                            | 2,791     | 03:56          | マクドネル・ダグラス MD-80    |
| 全日本空輸                             | NH 180            | 東京＝成田 to メキシコシティ                          | 11,279    | 13:05          | ボーイング 787-8              |
| アマゾナス航空                         | Z8 400/402        | サンタ・クルス・デ・ラ・シエラ to アスンシオン        | 1,025     | 02:30          | ボンバルディア CRJ200         |
| アメリカン航空                         | AA 125            | ダラス・フォートワース to 香港                        | 13,073    | 16:10 - 16:55  | ボーイング 777-300ER          |
| アリクエア                             | W3 107            | ラゴス to ニューヨーク＝JFK                           | 8,449     | 11:00          | エアバス A330-200             |
| アシアナ航空                           | OZ 221            | ニューヨーク＝JFK to ソウル＝仁川                     | 11,114    | 14:40          | エアバス A380                 |
| アジア・アトランティック・エアラインズ | HB 7904           | バンコク＝スワンナプーム to 札幌＝新千歳              | 5,072     | 06:30          | ボーイング 767-300ER          |
| アトランティック・エアウェイズ         | RC 491            | バルセロナ to ヴォーアル島                            | 2,394     | 03:30          | エアバス A319                 |
| オーロラ (航空会社)                    | HZ 5691           | ウラジオストク to ノヴォシビルスク                    | 3,726     | 06:00          | エアバス A319                 |
| オーストリア航空                       | OS 81             | ウィーン to ロサンゼルス                              | 9,877     | 12:30          | ボーイング 777-200ER          |
| アビアンカ航空                         | AV 120            | ボゴタ to ロンドン                                    | 8,470     | 10:30          | ボーイング 787-8              |
| アビアンカ・ブラジル                   | O6 8500           | サンパウロ to ニューヨーク＝JFK                       | 7,638     | 10:05          | エアバス A330-200             |
| アビアンカ・エルサルバドル             | TA 560            | サンサルバドル to サンフランシスコ                    | 4,255     | 06:05          | エアバス A320                 |
| アビアンカ・ペルー                     | T0 962            | リマ to マイアミ                                      | 4,216     | 05:43          | エアバス A330-200             |
| アビオール・エアラインズ               | 9V 1220/1222      | バルセロナ to マイアミ                                | 2,394     | 03:32          | ボーイング 737-400            |
| アゼルバイジャン航空                   | J2 101            | バクー to ニューヨーク＝JFK                           | 9,390     | 11:30          | ボーイング 787-8              |
| アゾレス航空                           | S4 301            | リスボン to トロント＝ピアソン                        | 5,755     | 08:05          | エアバス A330-200             |
| アズールブラジル航空                   | AD 8750           | カンピーナス to リスボン                              | 7,889     | 09:30          | エアバス A330-200             |
| B&H航空                                | JA 407            | コペンハーゲン to サラエヴォ                          | 1,379     | 03:30          | ATR 72                        |
| バンコク・エアウェイズ                 | PG 711            | バンコク＝スワンナプーム to マレ                      | 3,168     | 04:15          | エアバス A319                 |
| バティック・エア                       | ID 6180           | ジャカルタ to ジャヤプラ                              | 3,772     | 06:00          | ボーイング 737-900ER          |
| 北京首都航空                           | JD 461            | 成都 to マドリード                                    | 8,566     | 12:25          | エアバス A330-200             |
| ベラヴィア                             | B2 0767           | ミンスク to アルマトイ                                | 3,704     | 04:45          | ボーイング 737-800            |
| ビンター・カナリア                     | NT 6902           | ラス・パルマス・デ・グラン・カナリア to バンジュール  | 1,632     | 02:25          | ボンバルディア CRJ1000        |
| ビーマン・バングラデシュ航空           | BG 5/15/17        | ダッカ to ロンドン＝ヒースロー                        | 8,006     | 10:30          | ボーイング 777-300ER          |
| ボリビアーナ航空                       | OB 775            | マドリード to サンタ・クルス・デ・ラ・シエラ          | 8,903     | 11:00          | ボーイング 767-300ER          |
| ビジネス・エア                         | HB 88             | バンコク＝スワンナプーム to 東京＝成田                | 4,650     | 06:00          | ボーイング 767-300ER          |
| ブルガリア航空                         | FB 481            | ソフィア to マラガ                                    | 2,472     | 03:45          | エアバス A319                 |
| ブルー・エア                           | 0B 5151           | ラルナカ to バーミンガム                              | 3,404     | 05:15          | ボーイング 737-800            |
| ブルーパノラマ航空                     | BV 1132           | カンクン to ローマ＝フィウミチーノ                    | 9,199     | 11:00          | ボーイング 767-300ER          |
| ブリティッシュ・エアウェイズ           | BA 251            | ロンドン＝ヒースロー to サンティアゴ                  | 11,646    | 14:50          | ボーイング 787-9              |
| ブリュッセル航空                       | SN 601            | ブリュッセル to ムンバイ                              | 6,874     | 08:45          | エアバス A330-300             |
| カメルーン航空                         | QC 102            | ヤウンデ to パリ＝CDG                                 | 5,078     | 07:00          | ボーイング 767-300ER          |
| カナディアンノース航空                 | TSC 4461          | カンクン to カルガリー                                | 4,201     | 06:00          | ボーイング 737-300            |
| ケープエアー                           | 9K 1029/1033/1037 | ボストン to サラナク・レイク                          | 343       | 01:39          | セスナ 402                    |
| カリビアン航空                         | BW 600/602        | ポートオブスペイン to トロント                        | 4068      | 06:05          | ボーイング 737-800            |
| キャセイドラゴン航空                   | KA 152            | 香港 to バンガロール                                  | 3,959     | 05:20          | エアバス A330-300             |
| キャセイパシフィック航空               | CX 869            | ワシントン D.C. to 香港                               | 13,122    | 15:55          | エアバス A350-1000            |
| ケイマン航空                           | KX 504            | グランドケイマン to シカゴ                            | 2,591     | 03:55          | ボーイング 737-300            |
| セブパシフィック航空                   | 5J 14             | マニラ to ドバイ                                      | 6,902     | 09:50          | エアバス A330                 |
| チャイナエアライン                     | CI 11             | ニューヨーク＝JFK to 台北＝桃園                       | 12,565    | 15:20          | ボーイング 777-300ER          |
| 中国東方航空                           | MU 588            | ニューヨーク＝JFK to 上海＝浦東                       | 11,897    | 14:55          | ボーイング 777-300ER          |
| 中国南方航空                           | CZ 300/600        | ニューヨーク＝JFK to 広州                             | 12,878    | 16:05          | ボーイング 777-300ER          |
| シティリンク                           | QG 951            | マナド to ジャカルタ                                  | 2,198     | 03:25          | エアバス A320                 |
| Compagnie Africaine d'Aviation         | BU 074            | ルブンバシ to ヨハネスブルグ                          | 1,611     | 02:15          | エアバス A320                 |
| コンドル航空                           | DE 2062           | フランクフルト to ラスベガス                          | 8,985     | 11:30          | ボーイング 767-300ER          |
| コンビアサ航空                         | V0 3013           | マドリード to カラカス                                | 7,001     | 09:35          | ボーイング 747-400            |
| コパ航空                               | CM 284            | モンテビデオ to パナマシティ                          | 5,447     | 07:30          | ボーイング 737-800            |
| コルセール・インターナショナル         | SS 953            | モーリシャス to パリ＝オルリー                        | 9,427     | 11:15          | ボーイング 747-400            |
| クロアチア航空                         | OU 357/359        | テルアビブ to ザグレブ                                | 2,214     | 03:30          | エアバス A320                 |
| クバーナ航空                           | CU 444            | ハバナ to パリ＝オルリー                              | 7,751     | 09:40          | イリューシン Il-96-300        |
| チェコ航空                             | OK 191            | ソウル＝仁川 to プラハ                                | 8,257     | 11:05          | エアバス A330-300             |
| ダーウィン・エアライン                 | F7 559            | ジュネーヴ to ケンブリッジ                            | 791       | 01:50          | サーブ 2000                   |
| デルタ航空                             | DL 201            | ヨハネスブルグ to アトランタ                          | 13,582    | 16:40          | ボーイング 777-200LR          |
| ロイヤルブータン航空                   | KB 540            | グワーハーティー to シンガポール                      | 3,045     | 04:30          | エアバス A319                 |
| イースター航空                         | ZE 531            | ソウル＝仁川 to プーケット                            | 4,317     | 06:55          | ボーイング 737-800            |
| イージージェット                       | EZY 8861          | ロンドン＝ガトウィック to フルガダ                    | 3,907     | 05:25          | エアバス A320                 |
| エーデルワイス航空                     | WK 98             | チューリッヒ to リオデジャネイロ                      | 9,349     | 12:00          | エアバス A330-300             |
| エル・アル航空                         | LY 5              | テルアビブ to ロサンゼルス                            | 12,189    | 15:35          | ボーイング 777-200ER          |
| エジプト航空                           | MS 3002           | 東京＝成田 to ルクソール                              | 9,801     | 15:00          | ボーイング 777-300ER          |
| エミレーツ航空                         | EK 449            | オークランド to ドバイ＝国際                          | 14,203    | 17:15          | エアバス A380                 |
| エチオピア航空                         | ET 511            | シカゴ to アディスアベバ                              | 12,157    | 13:45          | ボーイング 787-8              |
| エティハド航空                         | EY 171            | アブダビ to ロサンゼルス                              | 13,502    | 16:25          | ボーイング 777-200LR          |
| エバー航空                             | BR 51             | ヒューストン to 台北＝桃園                            | 12,776    | 15:50          | ボーイング 777-300ER          |
| フィジー・エアウェイズ                 | FJ 811            | ロサンゼルス to ナンディ                              | 8,881     | 10:40          | エアバス A330-200             |
| フィンエアー                           | AY 82             | シンガポール to ヘルシンキ                            | 9,273     | 12:00          | エアバス A350-900             |
| ファイアフライ                         | FY 3101           | ペナン to バンダ・アチェ                              | 539       | 01:40          | ATR 72-500                    |
| フライドバイ                           | FZ781             | ドバイ＝国際 to プラハ                                | 4,450     | 06:45          | ボーイング 737-800            |
| フロンティア航空                       | F9 1740           | サンフランシスコ to オーランド                        | 3,933     | 04:40          | エアバス A319                 |
| ガルーダ・インドネシア航空             | GA 88             | ジャカルタ to アムステルダム                          | 11,345    | 14:05          | ボーイング 777-300ER          |
| ジャーマンウイングス                   | 4U 252            | テネリフェ＝スール to ケルン・ボン                    | 3,224     | 04:40          | エアバス A319                 |
| GoAir                                  | G8 461            | ムンバイ to ポートブレア                              | 2280      | 03:30          | エアバス A320                 |
| ゴル航空                               | G3 7711           | プンタ・カナ to リオデジャネイロ                      | 5,359     | 07:11          | ボーイング 737-800            |
| ガルフ・エア                           | GF 155/157        | マニラ to バーレーン                                  | 7,380     | 10:15          | エアバス A330-200             |
| 海南航空                               | HU 415            | 重慶 to ニューヨーク＝JFK                             | 12,214    | 15:30          | ボーイング 787-9              |
| ハワイアン航空                         | HA 50             | ホノルル to ニューヨーク＝JFK                         | 8,001     | 09:35          | エアバス A330-200             |
| 香港航空                               | HX 69             | ロサンゼルス to 香港                                  | 11,684    | 15:35          | エアバス A350-900             |
| 香港エクスプレス航空                   | UO 42             | 香港 to サイパン                                      | 3441      | 05:10          | エアバス A320                 |
| ホライゾン航空                         | QX 2405           | ビリングス to ポートランド                            | 1,093     | 02:23          | ボンバルディア ダッシュ 8-400 |
| イベリア航空                           | IB 6801           | マドリード to 東京＝成田                              | 10,794    | 13:20          | エアバス A330-200             |
| アイベックスエアラインズ               | FW 35/37/39       | 仙台 to 広島                                          | 825       | 01:35          | ボンバルディア CRJ200         |
| アイベックスエアラインズ               | FW 35/37/39       | 仙台 to 広島                                          | 825       | 01:35          | ボンバルディア CRJ700         |
| アイスランド航空                       | FI 863            | ケプラヴィーク to サンフランシスコ                    | 6,765     | 08:55          | ボーイング 767-300ER          |
| IndiGo                                 | 6E 1821           | ニューデリー to クアラルンプール                      | 3,875     | 05:15          | エアバス A320                 |
| インドネシア・エアアジア               | QZ 520            | デンパサール to バンコク＝ドンムアン                  | 2,986     | 04:10          | エアバス A320                 |
| インテルジェット                       | 4O 2890           | メキシコシティ to リマ                                | 4,252     | 05:40          | エアバス A320                 |
| イラン航空                             | IR 711            | テヘラン to ロンドン＝ヒースロー                      | 4,432     | 05:45          | エアバス A330-200             |
| イラク航空                             | IA 455            | バグダード to クアラルンプール                        | 6,810     | 08:30          | ボーイング 747-400            |
| ジェイエア                             | JL 3516           | 札幌(新千歳) to 福岡                                  | 1,413     | 02:50          | エンブラエル170               |
| 日本航空                               | JL 6              | 東京＝羽田 to ニューヨーク＝JFK                       | 10,887    | 13:50          | エアバス A350-1000            |
| 日本エアコミューター                   | JC 2453           | 大阪-伊丹 to 屋久島                                   | 663       | 01:35          | ボンバルディア ダッシュ 8-400 |
| チェジュ航空                           | 7C 2201           | ソウル＝仁川 to バンコク＝スワンナプーム              | 3,663     | 06:15          | ボーイング 737-800            |
| ジェットエアウェイズ                   | 9W 128            | チェンナイ to パリ＝CDG                               | 8,031     | 10:15          | エアバス A330-200             |
| Jet2.com                               | LS 157            | グラスゴー to パフォス                                | 3,656     | 05:00          | ボーイング 737-800            |
| ジェットブルー航空                     | B6 133/833/1833   | ボストン to サンフランシスコ                          | 4,352     | 06:49          | エアバス A321                 |
| ジェットスター航空                     | JQ 2              | ホノルル to メルボルン                                | 8,885     | 11:40          | ボーイング 787-8              |
| ジェットスター・アジア航空             | 3K 131/133        | シンガポール to パース                                | 3,895     | 05:15          | エアバス A320                 |
| ジェットスター・ジャパン               | GK 41             | 東京＝成田 to マニラ                                  | 3,049     | 04:50          | エアバス A320                 |
| ジンエアー                             | LJ 602            | ホノルル to ソウル＝仁川                              | 7,349     | 10:45          | ボーイング 777-200ER          |
| ケニア航空                             | KQ 2              | ナイロビ to ニューヨーク＝JFK                         | 11,830    | 15:00          | ボーイング 787-8              |
| KLMオランダ航空                        | KL 701            | アムステルダム-スキポール to ブエノスアイレス         | 11,437    | 13:50          | ボーイング 777-300ER          |
| 大韓航空                               | KE 36             | アトランタ to ソウル＝仁川                            | 11,477    | 15:10          | ボーイング 777-300ER          |
| コロンゴ航空                           | ZC 125            | ルブンバシ to ヨハネスブルグ                          | 1,611     | 02:35          | ボーイング 737-300            |
| クウェート航空                         | KU 117            | クウェート to ニューヨーク＝JFK                       | 10,222    | 12:55          | ボーイング 777-300ER          |
| ラオス国営航空                         | QV 912            | ソウル＝仁川 to ヴィエンチャン                        | 3,176     | 05:10          | エアバス A320                 |
| LATAM アルヘンティナ                   | 4M 4520           | ブエノスアイレス to マイアミ                          | 7,090     | 09:05          | ボーイング 767-300ER          |
| LATAM ブラジル                         | JJ 8071           | フランクフルト to サンパウロ                          | 9,775     | 11:50          | ボーイング 777-300ER          |
| LATAM チリ                             | LA 705            | フランクフルト to サンティアゴ (チリ)                 | 12,112    | 15:30          | ボーイング 787-9              |
| LATAM コロンビア                       | 4C 3505           | ボゴタ to サンパウロ                                  | 4,332     | 06:20          | ボーイング 767-300ER          |
| LATAM エクアドル                       | XL 1733           | マドリード to グアヤキル                              | 9,014     | 11:50          | ボーイング 767-300ER          |
| LATAM パラグアイ                       | PZ 708            | アスンシオン to サンティアゴ                          | 1,572     | 02:14          | エアバス A320                 |
| LATAM ペルー                           | LP 2707           | バルセロナ to リマ                                    | 9,520     | 12:10          | ボーイング 767-300ER          |
| レベル                                 | LE 2601           | バルセロナ to ブエノスアイレス                        | 10,493    | 13:10          | エアバス A330-200             |
| LIAT 航空                              | LI 521            | ブリッジタウン to ジョージタウン                      | 719       | 02:00          | ATR 72-600                    |
| ライオン・エア                         | JT 114            | マカッサル to ジッダ                                  | 9,223     | 11:50          | エアバス A330-300             |
| LOTポーランド航空                      | LO 21/23          | ワルシャワ to ロサンゼルス                            | 9,686     | 12:20          | ボーイング 787-8              |
| ルフトハンザ                           | LH 510            | フランクフルト to ブエノスアイレス                    | 11,477    | 13:45          | ボーイング 747-8              |
| ルクスエア                             | LG 715            | ルクセンブルク to テネリフェ＝スール                  | 3,081     | 04:30          | ボーイング 737-800            |
| マーハーン航空                         | W5 76             | 上海＝浦東 to テヘラン                                | 6,456     | 08:50          | エアバス A340-600             |
| マレーシア航空                         | MH 2/4            | クアラルンプール to ロンドン＝ヒースロー              | 10,610    | 13:10          | エアバス A350-900             |
| マリンド・エア                         | OD 158            | ブリスベン to デンパサール                            | 4,483     | 06:30          | ボーイング 737-800            |
| マンダリン航空                         | AE 269            | 台北＝桃園 to 長春                                    | 2,141     | 03:20          | ボーイング 737-800            |
| MASwings                               | MH 3183           | コタキナバル to シブ                                  | 608       | 01:40          | ATR 72-500                    |
| MIATモンゴル航空                       | OM 137            | ウランバートル to フランクフルト                      | 6,642     | 08:40          | ボーイング 767-300ER          |
| ミドル・イースト航空                   | ME 5607           | ベイルート to アビジャン                              | 5,151     | 07:20          | エアバス A330-200             |
| ミャンマー国際航空                     | 8M 711            | ヤンゴン to 広州                                      | 1,928     | 03:05          | エアバス A319                 |
| NAMエア                                | IN 9586           | ジャカルタ to ソロン                                  | 2,776     | 04:05          | ボーイング 737-500            |
| ネパール航空                           | RA 230            | カトマンズ to ドーハ                                  | 3,370     | 04:25          | ボーイング 757-200            |
| ネクストジェット                       | 2N 443            | ストックホルム＝アーランダ to アルビッツヤウル        | 666       | 01:40          | BAe ATP                       |
| ニキ航空                               | HG 2600           | ウィーン to テネリフェ＝スール                        | 3,616     | 04:55          | エアバス A320                 |
| ノックエア                             | DD 3202/3206      | バンコク＝ドンムアン to ハノイ                        | 982       | 02:10          | ボーイング 737-800            |
| ノックスクート                         | XW 101            | 東京＝成田 to バンコク＝ドンムアン                    | 4,642     | 06:30          | ボーイング 777-200ER          |
| ノーランドエア                         | FNA 505           | アークレイリ to ネレーリット・インアート              | 598       | 02:15          | デ・ハビランド・カナダ DHC-6  |
| ノルウェー・エアシャトル               | DI 7505           | ロンドン＝ガトウィック to ブエノスアイレス            | 11,120    | 13:45          | ボーイング 787-9              |
| ノブエア                               | 1I 811/9811       | ストックホルム＝アーランダ to クラビー                | 8,730     | 10:30          | エアバス A330-200             |
| オマーン・エア                         | WY 849            | マスカット to ジャカルタ                              | 6,207     | 07:49          | エアバス A330-300             |
| オマーン・エア                         | WY 849            | マスカット to ジャカルタ                              | 6,207     | 07:49          | ボーイング 787-8              |
| オリエント・タイ航空                   | OX 300            | バンコク＝スワンナプーム to ソウル＝仁川              | 3,663     | 05:25          | ボーイング 747-400            |
| オリエント・タイ航空                   | OX 300            | バンコク＝スワンナプーム to ソウル＝仁川              | 3,663     | 05:25          | ボーイング 767-300            |
| パキスタン国際航空                     | PK 783            | カラチ to トロント＝ピアソン                          | 11,691    | 13:40          | ボーイング 777-200LR          |
| PAL エクスプレス                       | 2P 2658           | マニラ to ドバイ＝国際                                | 6,908     | 09:15          | エアバス A330-300             |
| ピーチ                                 | MM 990            | バンコク＝スワンナプーム to 沖縄                      | 3,126     | 04:30          | エアバス A320                 |
| ペガサス航空                           | PC 887            | オムスク to イスタンブール＝サビハ                    | 3,560     | 05:40          | ボーイング 737-800            |
| エアアジア・フィリピン                 | Z2 48             | セブ to ソウル＝仁川                                  | 3,019     | 04:20          | エアバス A320                 |
| フィリピン航空                         | PR 126            | マニラ to ニューヨーク＝JFK                           | 13,712    | 16:30          | エアバス A350XWB              |
| ポーター航空                           | PD 715            | トロント＝ビリー・ビショップ to メルボルン (フロリダ) | 1,732     | 03:00          | ボンバルディア ダッシュ 8-400 |
| カンタス航空                           | QF 9              | パース to ロンドン                                    | 14,500    | 17:20          | ボーイング 787-9              |
| カタール航空                           | QR 921            | オークランド to ドーハ                                | 14,534    | 17:40          | ボーイング 777-200LR          |
| ロイヤル・エア・モロッコ               | AT 215            | カサブランカ to サンパウロ                            | 7,517     | 09:55          | ボーイング 767-300ER          |
| ロイヤルブルネイ航空                   | BI 81             | バンダルスリブガワン to ジッダ                        | 8,344     | 09:45          | ボーイング 787-8              |
| ロイヤル・ヨルダン航空                 | RJ 263            | アンマン to シカゴ                                    | 10,035    | 13:40          | ボーイング 787-8              |
| ルタカ航空                             | 5R 382            | ポルラマル to サントドミンゴ                          | 961       | 01:30          | ボーイング 737-200            |
| ルワンダ航空                           | WB 701            | ロンドン＝ガトウィック to キガリ                      | 7,538     | 08:20          | エアバス A330-300             |
| ライアンエアー                         | FR 1016           | ストックホルム＝スカブスタ to テネリフェ＝スール      | 4,273     | 06:05          | ボーイング 737-800            |
| S7航空                                 | S7 850            | プーケット to ノヴォシビルスク                        | 5,384     | 09:15          | ボーイング 767-300ER          |
| サウディア                             | SV 41             | ジッダ to ロサンゼルス                                | 13,409    | 16:55          | ボーイング 777-300ER          |
| SBA航空                                | S3 1515/1521/1525 | カラカス to マイアミ                                  | 2,191     | 04:30          | ボーイング 767-300ER          |
| SBA航空                                | S3 1515/1521/1525 | カラカス to マイアミ                                  | 2,191     | 04:30          | ボーイング 757-200            |
| スカンジナビア航空                     | SK 939            | ストックホルム＝アーランダ to ロサンゼルス            | 8,885     | 11:30          | エアバス A330-300             |
| スクート                               | TR 734            | シンガポール to ベルリン                              | 9,910     | 12:55          | ボーイング 787-8              |
| 山東航空                               | SC 8826           | 青島 to ウルムチ                                      | 3,692     | 04:55          | ボーイング 737-800            |
| 深圳航空                               | ZH 9067           | 東京＝深圳 to ロンドン＝ヒースロー                    | 9,595     | 13:30          | エアバス A330-300             |
| 四川航空                               | 3U 8631           | 杭州 to ロサンゼルス                                  | 10,601    | 11:00          | エアバス A330-200             |
| シンガポール航空                       | SQ 21             | シンガポール to ニューアーク                          | 15,345    | 17:25          | エアバス A350-900ULR          |
| シルクエアー                           | MI 811/813        | ケアンズ to シンガポール                              | 5,008     | 06:55          | ボーイング 737 MAX 8          |
| スカイマーク                           | BC 531            | 茨城 to 沖縄                                          | 1,641     | 03:00          | ボーイング 737-800            |
| スカイタクシー                         | IGA 826           | ヴロツワフ to チューリッヒ                            | 728       | 02:05          | サーブ 340                    |
| スカイウェスト航空                     | SKW5552           | セントルイス to サンフランシスコ                      | 2,794     | 04:46          | エンブラエル E175             |
| ソラシドエア                           | 6J 69             | 名古屋＝中部 to 沖縄                                  | 1,300     | 02:20          | ボーイング 737-800            |
| 南アフリカ航空                         | SA 203            | ヨハネスブルグ to ニューヨーク＝JFK                   | 12,825    | 16:05          | エアバス A340-600             |
| セブゴー                               | DG 7792           | クラーク to シンガポール                              | 2,378     | 03:30          | エアバス A319                 |
| サウスウエスト航空                     | WN 6661           | ボルチモア to オークランド                            | 3,938     | 06:15          | ボーイング 737-700            |
| スパイスジェット                       | SEJ 14            | ドバイ to コーチ                                      | 2790      | 04:05          | ボーイング 737-800            |
| スピリット航空                         | NK 578            | リマ to フォートローダーデール                        | 4,227     | 05:50          | エアバス A319                 |
| 春秋航空                               | 9C 8549           | 上海＝浦東 to シンガポール                            | 3,810     | 05:50          | エアバス A320                 |
| 春秋航空日本                           | IJ 1021           | 東京＝成田 to 重慶                                    | 3,209     | 05:15          | ボーイング 737-800            |
| スリランカ航空                         | UL 503/505        | コロンボ to ロンドン＝ヒースロー                      | 8,718     | 11:30          | エアバス A330-300             |
| スリウィジャヤ航空                     | SJ 268            | スラバヤ to ジャヤプラ                                | 3,114     | 04:20          | ボーイング 737-800            |
| スターフライヤー                       | 7G 811            | 名古屋＝中部 to 台北＝桃園                            | 1,850     | 03:30          | エアバス A320                 |
| サンウィング航空                       | WG 466            | バンクーバー to プンタ・カナ                          | 5,928     | 07:25          | ボーイング 737-800            |
| サン・カントリー航空                   | SY 732            | シント・マールテン to ミネアポリス                    | 4,083     | 06:15          | ボーイング 737-800            |
| スイス インターナショナル エアラインズ | LX 179            | シンガポール to チューリッヒ                          | 10,309    | 13:00          | ボーイング 777-300ER          |
| ティーウェイ航空                       | TW101/102         | ソウル＝仁川 to バンコク＝スワンナプーム              | 3,663     | 05:45          | ボーイング 737-800            |
| TAAGアンゴラ航空                       | DT 690            | ルアンダ to 北京＝首都                                | 11,777    | 15:30          | ボーイング 777-200ER          |
| カーボベルデ航空                       | VR 671            | プライア to プロビデンス                              | 5,467     | 07:40          | ボーイング 757-200            |
| TAME航空                               | EQ 550            | キト to ニューヨーク＝JFK                             | 4,554     | 06:15          | エアバス A330-200             |
| TAPポルトガル航空                      | TP 117            | リスボン to ポルト・アレグレ                          | 8,774     | 12:40          | エアバス A330-200             |
| タロム航空                             | RO 5293           | ブカレスト to テネリフェ＝スール                      | 4,178     | 06:10          | ボーイング 737-800            |
| タッシリ航空                           | SF 2330           | アルジェ to タマンラセット                            | 1,554     | 03:00          | ボンバルディア ダッシュ 8-400 |
| タイ国際航空                           | TG 910/916        | バンコク＝スワンナプーム to ロンドン＝ヒースロー      | 9,589     | 12:05          | エアバス A350-900             |
| タイ国際航空                           | TG 910/916        | バンコク＝スワンナプーム to ロンドン＝ヒースロー      | 9,589     | 12:05          | エアバス A380                 |
| タイ・エアアジア                       | FD 178            | マレ to バンコク＝ドンムアン                          | 3,164     | 04:30          | エアバス A320                 |
| タイ・エアアジア X                     | XJ 621            | 札幌＝新千歳 to バンコク＝ドンムアン                  | 5,016     | 07:15          | エアバス A330-300             |
| タイ・ライオン・エア                   | SL 976            | プーケット to 鄭州                                    | 3,352     | 04:50          | ボーイング 737-900ER          |
| タイガーエア台湾                       | IT 236            | 台北＝桃園 to 函館                                    | 2,584     | 03:35          | エアバス A320                 |
| トーマス・クック航空                   | TCX 104           | マンチェスター to カンクン                            | 7,802     | 10:30          | エアバス A330-200             |
| TUIエアウェイズ                        | TOM 032           | ロンドン＝ガトウィック to プエルト・バジャルタ        | 9,220     | 12:15          | ボーイング 787-8              |
| トランスエア・コンゴ                   | Q8 556            | ポワントノワール to コトヌー                          | 1,626     | 02:30          | ボーイング 737-300            |
| トランサヴィア                         | HV 6901           | アムステルダム to ドバイ＝国際                        | 5,174     | 07:00          | ボーイング 737-800            |
| TUIフライ・ドイッチュラント            | X3 6824           | ハノーファー to ドバイ                                | 4,870     | 06:15          | ボーイング 737-800            |
| TUIフライ・ベルギー                    | TB 502            | カンクン to ブリュッセル                              | 8,314     | 10:10          | ボーイング 767-300ER          |
| TUIフライ・ノルディック                | 6B 841            | オスロ to プーケット                                  | 9,075     | 11:30          | ボーイング 767-300ER          |
| チュニスエア                           | TU 202            | チュニス to モントリオール＝トルドー                  | 6,786     | 08:55          | エアバス A330-200             |
| ターキッシュ エアラインズ              | TK 9              | イスタンブール＝アタテュルク to ロサンゼルス          | 11,058    | 13:40          | ボーイング 777-300ER          |
| ウクライナ国際航空                     | PS 231            | キエフ-ボルィースピリ to ニューヨーク＝JFK            | 7,595     | 09:30          | ボーイング 767-300ER          |
| ユニー航空                             | B7 29             | 台北＝桃園 to ホーチミン・シティ                      | 2,206     | 03:30          | エアバス A321                 |
| ユナイテッド航空                       | UA 37             | ロサンゼルス to シンガポール                          | 14,114    | 17:20          | ボーイング 787-9              |
| ウラル航空                             | U6 94             | チタ to モスクワ＝ドモジェドヴォ                      | 4,744     | 07:10          | エアバス A319                 |
| ウズベキスタン航空                     | HY 101            | タシュケント to ニューヨーク＝JFK                     | 10,202    | 12:50          | ボーイング 787-8              |
| バニラ・エア                           | JW 601            | 東京＝成田 to セブ                                    | 3,277     | 05:00          | エアバス A320                 |
| ベネゾラナ                             | VNE 700           | マラカイボ to サントドミンゴ                          | 898       | 01:20          | ボーイング 737-200            |
| ベトジェットエア                       | VJ 862            | ホーチミン・シティ to ソウル＝仁川                    | 3,559     | 05:05          | エアバス A321                 |
| ベトナム航空                           | VN 51             | ホーチミン・シティ to ロンドン＝ヒースロー            | 10,223    | 13:00          | ボーイング 787-9              |
| ヴァージン・アトランティック航空       | VS 207            | 香港 to ロンドン＝ヒースロー                          | 9,647     | 12:30          | ボーイング 787-9              |
| ヴァージン・オーストラリア             | VA 24             | ロサンゼルス to メルボルン                            | 12,748    | 15:50          | ボーイング 777-300ER          |
| ビスタラ                               | UK 885            | デリー to コーチ                                      | 2082      | 03:10          | エアバス A320                 |
| ビバアエロブス                         | VB 3700/3702      | メキシコシティ to ティフアナ                          | 2,300     | 03:40          | エアバス A320                 |
| ビバコロンビア                         | FC 355            | マイアミ to ボゴタ                                    | 2,433     | 04:40          | エアバス A320                 |
| ウラジオストク航空                     | XF 717            | クラスノヤルスク to バクー                            | 3,553     | 05:20          | エアバス A320                 |
| ボラリス                               | Y7 895            | ニューヨーク＝JFK to グアダラハラ                     | 3,573     | 05:09          | エアバス A320                 |
| ボロテア                               | V7 2819           | テネリフェ＝スール to ナント                          | 2,489     | 03:20          | ボーイング 717                |
| ブエリング航空                         | VY 7792           | マラガ to モスクワ＝ドモジェドヴォ                    | 3,801     | 05:20          | エアバス A320                 |
| プルマントゥール・エア                 | EB7003            | マドリード to バンコク                                | 7,973     | 12:40          | ボーイング 747-400            |
| ウエストジェット航空                   | WS 23             | ロンドン＝ガトウィック to バンクーバー                | 7,642     | 10:45          | ボーイング 767-300ER          |
| 中国西部航空                           | PN 6357           | 重慶 to シンガポール                                  | 3,164     | 05:05          | エアバス A320                 |
| ウィングス・エア                       | IW 1601           | ナビレ to アンボン                                    | 822       | 02:00          | ATR 72                        |
| ウィズエアー                           | W6 2497           | カトヴィツェ to ドバイ＝アール・マクトゥーム          | 4,195     | 06:35          | エアバス A320                 |
| WOWエア                                | WW 117            | ケプラヴィーク to ロサンゼルス                        | 6,922     | 09:25          | エアバス A330-300             |
| 厦門航空                               | MF 850            | ニューヨーク＝JFK to 福州                             | 12,505    | 15:30          | ボーイング 787-9              |
| XL航空                                 | SE 62             | パリ＝CDG to サンフランシスコ                         | 8,985     | 11:35          | エアバス A330-200             |
| ヤクーツク航空                         | R3 732            | アナディリ to モスクワ＝ヴヌーコヴォ                  | 6,226     | 08:20          | ボーイング 757-200            |